# 格朗当
格朗当（法語：Grandham）是法国香槟-阿登大区阿登省的一个市镇，属于武济耶区格朗普雷县。该市镇2009年时的人口为39人。

## 人口
格朗当人口变化图示
| 数据来源：INSEE |